# گریت اکلزتون
گریت اکلزتون (به انگلیسی: Great Eccleston) یک روستا و محله مدنی در بریتانیا است که در Wyre واقع شده‌است. گریت اکلزتون ۱٬۴۸۶ نفر جمعیت دارد.